# Hongarije op de Olympische Winterspelen 1992
Tijdens de Olympische Winterspelen van 1992, die in Albertville (Frankrijk) werden gehouden, nam Hongarije voor de zestiende keer deel.

## Deelnemers en resultaten

### Alpineskiën
| Olympiër        | Discipline       | Resultaat | Prestatie                                                                                    |
| --------------- | ---------------- | --------- | -------------------------------------------------------------------------------------------- |
| Attila Bónis    | super g (m)      | 56e       | 1.21,10 (+8,06)                                                                              |
| Attila Bónis    | reuzenslalom (m) | dnf-2     | opgave run 2 1.13,98+dnf                                                                     |
| Attila Bónis    | slalom (m)       | 37e       | 1.59,02 (+14,63) 59,54+59,48                                                                 |
| Pierre Kőszáli  | super g (m)      | 57e       | 1.21,45 (+8,41)                                                                              |
| Pierre Kőszáli  | reuzenslalom (m) | 42e       | 2.23,36 (+16,38) 1.12,73+1.10,63                                                             |
| Pierre Kőszáli  | slalom (m)       | dnf-2     | opgave run 2 1.00,66+dnf                                                                     |
| Pierre Kőszáli  | combinatie (m)   | 33e       | 226,57 p. (+211,99) afdaling: 114,98 p. (1.56,25) slalom: 111,59 p. (2.00,82: 55,79+1.05,03) |
| Péter Kristály  | afdaling (m)     | 43e       | 2.09,88 (+19,51)                                                                             |
| Péter Kristály  | super g (m)      | 65e       | 1.23,47 (+10,43)                                                                             |
| Péter Kristály  | reuzenslalom (m) | 56e       | 2.34,38 (+27,40) 1.18,34+1.16,04                                                             |
| Péter Kristály  | slalom (m)       | 43e       | 2.08,06 (+23,67) 1.03,17+1.04,89                                                             |
| Péter Kristály  | combinatie (m)   | 37e       | 265,18 p. (+250,6) afdaling: 157,49 p. (2.00,42) slalom: 107,69 p. (2.00,13: 58,52+1.01,61)  |
| Balázs Tornay   | super g (m)      | dnf       | opgave                                                                                       |
| Balázs Tornay   | reuzenslalom (m) | 50e       | 2.29,71 (+22,73) 1.16,71+1.13,00                                                             |
| Balázs Tornay   | slalom (m)       | 38e       | 2.00,52 (+16,13) 59,39+1.01,13                                                               |
|                 |                  |           |                                                                                              |
| Annamária Bónis | super g (v)      | 43e       | 1.37,68 (+16,46)                                                                             |
| Annamária Bónis | reuzenslalom (v) | 34e       | 2.37,00 (+24,26) 1.17,37+1.19,63                                                             |
| Annamária Bónis | slalom (v)       | dnf-1     | opgave run 1                                                                                 |
| Vera Gönczi     | super g (v)      | 44e       | 1.37,90 (+16,68)                                                                             |
| Vera Gönczi     | reuzenslalom (v) | dnf-2     | opgave run 2 1.18,75+dnf                                                                     |
| Vera Gönczi     | slalom (v)       | 32e       | 1.55,33 (+22,65) 59,97+55,36                                                                 |

### Biatlon
| Olympiër                                                | Discipline             | Resultaat | Prestatie |
| ------------------------------------------------------- | ---------------------- | --------- | --- |
| László Farkas                                           | 10 km (m)              | 82e       | 31.43,6 (+5.41,3) pen.: 2 (1 + 1)                                                                                           |
| László Farkas                                           | 20 km (m)              | 83e       | 1:10.54,3 (+13.19,9) pen.: 8 (0 + 3 + 3 + 2)                                                                                |
| Tibor Géczi                                             | 10 km (m)              | 38e       | 28.15,5 (+2.13,2) pen.: 1 (0 + 1)                                                                                           |
| Tibor Géczi                                             | 20 km (m)              | 55e       | 1:03.56,3 (+6.21,9) pen.: 4 (0 + 4 + 0 + 0)                                                                                 |
| Gábor Mayer                                             | 10 km (m)              | 69e       | 29.55,6 (+3.53,3) pen.: 0 (0 + 0)                                                                                           |
| István Oláh Nelu                                        | 20 km (m)              | 80e       | 1:09.08,6 (+12.34,2) pen.: 7 (1 + 2 + 2 + 2)                                                                                |
| János Panyik                                            | 10 km (m)              | 73e       | 30.13,0 (+4.10,7) pen.: 3 (1 + 2)                                                                                           |
| János Panyik                                            | 20 km (m)              | 78e       | 1:08.37,7 (+11.03,3) pen.: 8 (2 + 2 + 1 + 3)                                                                                |
| Team János Panyik László Farkas Gábor Mayer Tibor Géczi | 4x7,5 km estafette (m) | 15e       | 1:32.50,7 (+8.07,2) pen.: 2 21.57,8 pen.: 0 (0 + 0) 23.51,1 pen.: 2 (0 + 2) 24.35,3 pen.: 0 (0 + 0) 22.26,5 pen.: 0 (0 + 0) |
|                                                         |                        |           | |
| Brigitta Bereczki                                       | 7,5 km (v)             | 61e       | 29.42,6 (+5.13,4) pen.: 6 (3 + 3)                                                                                           |
| Brigitta Bereczki                                       | 15 km (v)              | 44e       | 59.18,2 (+7.31,0) pen.: 5 (0 + 1 + 1 + 3)                                                                                   |
| Anna Bozsik                                             | 7,5 km (v)             | 67e       | 33.44,8 (+9.15,6) pen.: 4 (3 + 1)                                                                                           |
| Anna Bozsik                                             | 15 km (v)              | 66e       | 1:05.47,0 (+14.59,8) pen.: 10 (2 + 3 + 2 + 3)                                                                               |
| Kathalin Czifra                                         | 7,5 km (v)             | 65e       | 32.04,4 (+7.35,2) pen.: 3 (2 + 1)                                                                                           |
| Kathalin Czifra                                         | 15 km (v)              | dnf       | opgave |
| Beatrix Holéczy                                         | 7,5 km (v)             | 66e       | 32.44,5 (+8.15,3) pen.: 2 (1 + 1)                                                                                           |
| Beatrix Holéczy                                         | 15 km (v)              | 58e       | 1:02.56,4 (+11.09,2) pen.: 4 (0 + 2 + 0 + 2)                                                                                |
| Team Brigitta Bereczki Kathalin Czifra Beatrix Holéczy  | 3x7,5 km estafette (v) | 16e       | 1:31.31,1 (+15.35,5) pen.: 3 30.30,7 pen.: 3 (0 + 3) 29.37,2 pen.: 0 (0 + 0) 31.23,2 pen.: 0 (0 + 0)                        |

### Kunstrijden
| Olympiër                          | Discipline | Resultaat | Prestatie                                                 |
| --------------------------------- | ---------- | --------- | --------------------------------------------------------- |
| Krisztina Czakó                   | vrouwen    | 23e       | 32,5 p. (korte kür: 19 - lange kür: 23)                   |
| Klára Engi Attila Tóth            | ijsdansen  | 7e        | 13,6 p. (verpl.1: 6 - verpl.2: 6 - org.: 7 - vrij: 7)     |
| Regina Woodward Csaba Szentpétery | ijsdansen  | 14e       | 29,0 p. (verpl.1: 15 - verpl.2: 15 - org.: 15 - vrij: 14) |

### Langlaufen
| Olympiër         | Discipline                    | Resultaat | Prestatie                              |
| ---------------- | ----------------------------- | --------- | -------------------------------------- |
| István Oláh Nelu | 10 km klassiek (m)            | 100e      | 37.37,7 (+10.01,7)                     |
| István Oláh Nelu | achtervolging 10 km+15 km (m) | 85e       | +16.47,3 (10 km:37.37 + 15 km:44.48,2) |
| Anna Bozsik      | 5 km klassiek (v)             | 59e       | 18.29,0 (+4.15,2)                      |
| Anna Bozsik      | 15 km klassiek (v)            | 48e       | 53.46,5 (+11.25,7)                     |
| Anna Bozsik      | achtervolging 5 km+10 km (v)  | 54e       | +10.46,1 (5 km:18.29 + 10 km:32.24,8)  |

### Schaatsen
| Olympiër        | Discipline | Resultaat | Prestatie        |
| --------------- | ---------- | --------- | ---------------- |
| Csaba Madarász  | 500 m (m)  | 37e       | 40,41 (+3,27)    |
| Csaba Madarász  | 1000 m (m) | 41e       | 1.20,58 (+5,73)  |
| Csaba Madarász  | 1500 m (m) | 42e       | 2.05,00 (+10,19) |
| Krisztina Egyed | 500 m (v)  | 32e       | 43,39 (+3,06)    |
| Krisztina Egyed | 1000 m (v) | 34e       | 1.27,81 (+5,91)  |
| Krisztina Egyed | 1500 m (v) | 32e       | 2.21,11 (+15,24) |

### Shorttrack
| Olympiër         | Discipline | Resultaat | Prestatie               |
| ---------------- | ---------- | --------- | ----------------------- |
| Tibor Kun Bálint | 1000 m (m) | 25e       | dnq, vr 1 (4e): 1.36,86 |
| Tamara Kaszala   | 500 m (v)  | 24e       | dnq, vr 4 (4e): 52,38   |

Algerije · Amerikaanse Maagdeneilanden · Andorra · Argentinië · Australië · België · Bermuda · Bolivia · Brazilië · Bulgarije · Canada · Chili · China · Chinees Taipei · Costa Rica · Cyprus · Denemarken · Duitsland · Estland · Filipijnen · Finland · Frankrijk · Gezamenlijk team · Griekenland · Groot-Brittannië · Honduras · Hongarije · Ierland · IJsland · India · Italië · Jamaica · Japan · Joegoslavië · Kroatië · Letland · Libanon · Liechtenstein · Litouwen · Luxemburg · Marokko · Mexico · Monaco · Mongolië · Nederland · Nederlandse Antillen · Nieuw-Zeeland · Noord-Korea · Noorwegen · Oostenrijk · Polen · Puerto Rico · Roemenië · San Marino · Senegal · Slovenië · Spanje · Swaziland · Tsjecho-Slowakije · Turkije · Verenigde Staten · Zuid-Korea · Zweden · Zwitserland